# واقعیت مجازی

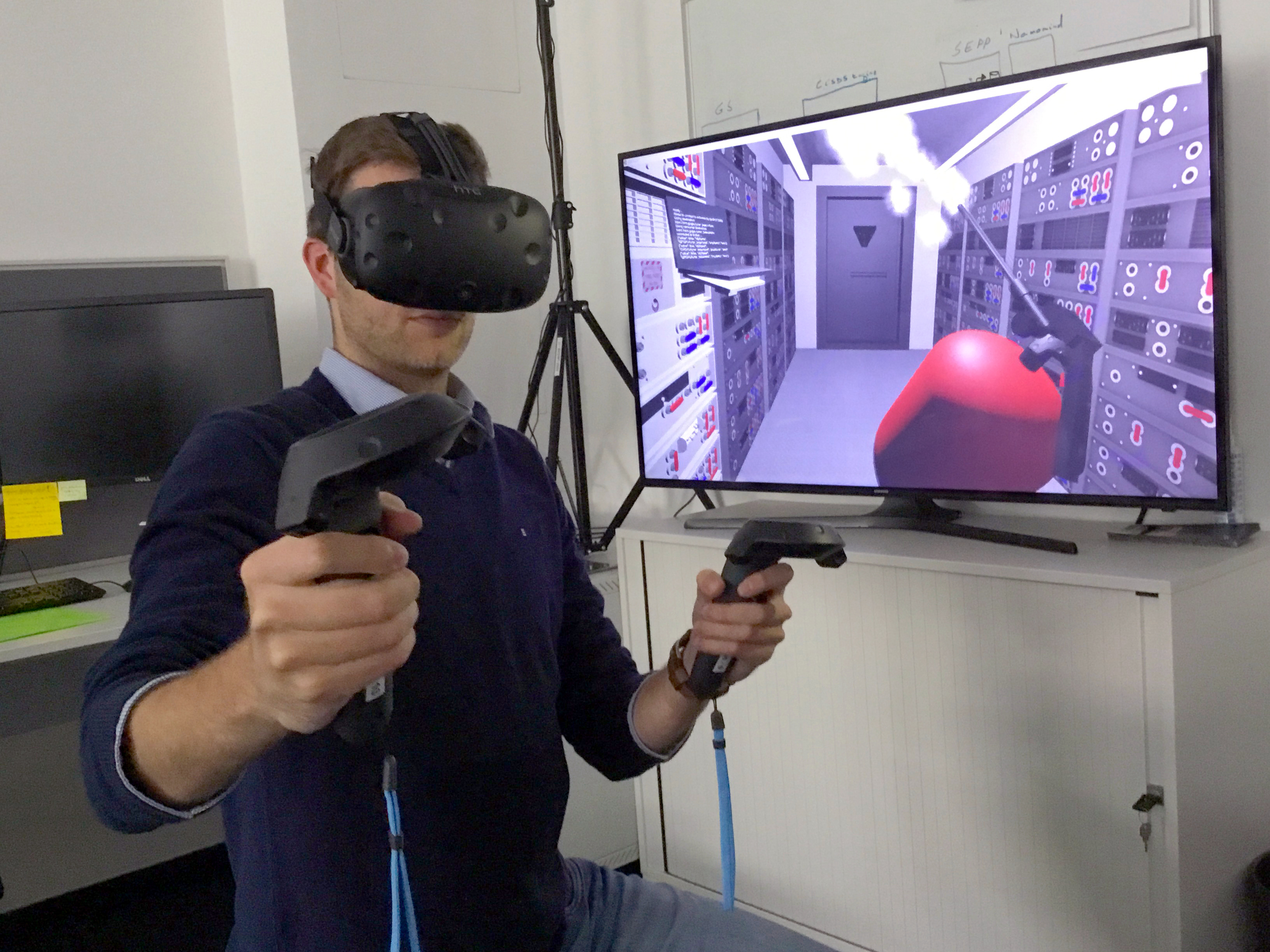
محققان آژانس فضایی اروپا در دارمشتات، آلمان، مجهز به هدست ویراهستی و کنترل‌کننده‌های حرکتی هستند که نشان می‌دهند چگونه فضانوردان ممکن است در آینده از ویراهستی برای آموزش نحوهٔ خاموش کردن آتش در یک زیستگاه قمری استفاده کنند.

ویراهستی یا واقعیت مجازی (به انگلیسی: Virtual Reality)، کوتاه‌شده: وی‌آر (VR)، یک گونهٔ تجربه همانندسازی شده است که کاملاً همانند یا متفاوت از دنیای واقعی است. کاربردهای ویراهستی متفاوت است و شامل سرگرمی (مثلاً بازی‌های ویدیویی)، آموزش (مثلاً آموزش پزشکی یا نظامی) و تجارت (مثلاً جلسات مجازی) می شود. انواع دیگر فناوری هستی‌افزایی به سبک وی‌آر شامل هستی افزوده و هستی ترکیبی است که گاهی به عنوان هستی گسترش یافته یا گستران هستی یا XR شناخته می‌شود.
هم‌اکنون، سیستم‌های استاندارد ویراهستی، هدست‌های ویراهستی یا محیط‌های چندگانه برای تولید تصاویر، صداها و سایر احساسات واقعی استفاده می‌کنند که حضور فیزیکی کاربر را در یک محیط مجازی شبیه‌سازی می‌کنند. فردی که از ابزارهای ویراهستی استفاده می‌کند قادر است به اطراف دنیای مصنوعی نگاه کند، در آن حرکت کند و با ویژگی‌ها یا موارد(اجسام) مجازی تعامل داشته باشد. این افکت معمولاً توسط هدست‌های ویراهستی متشکل از یک نمایشگر روی سر با یک صفحه نمایش کوچک در جلوی چشم ایجاد می‌شود، اما می‌تواند از طریق اتاق‌هایی با طراحی خاص با چندین صفحه نمایش بزرگ نیز ایجاد شود. ویراهستی معمولاً بازخورد شنیداری و تصویری را در بر می‌گیرد، اما ممکن است انواع دیگر بازخورد حسی و نیرویی را از طریق فناوری لمسی نیز امکان‌پذیر کند.

## تفاوت بین VRوAR
تفاوت اصلی VR و AR در این است که VR یک محیط کاملا مصنوعی ایجاد می کند درحالیکه AR دنیای واقعی را با عناصر دیجیتالی ترکیب می کند. VR معمولا برای تجربه های همه جانبه مانند بازی یا سفرهای میدانی مجازی کاربرد دارد، در حالیکه AR برای برنامه های کاربردی تر مانند یادگیری و آموزش استفاده می شود. 

## نام‌شناسی
از نیمهٔ قرن ۱۴ میلادی به بعد واژهٔ مجازی به معنای بودن چیزی در مفهوم یا ماهیت هر چند نه در واقعیت یا در حقیقت، وجود داشته‌است. از سال ۱۹۵۹ واژهٔ مجازی در معنای رایانه ای به کار برده شده اما نه از نظر ساختار فیزیکی بلکه به عنوان یک نرم‌افزار نمایان شده‌است.
در سال ۱۹۳۸، آنتونین آرتو، نمایشنامه نویس پیشرو فرانسوی، ماهیت غیر واقعی شخصیت‌ها و اشیاء در تئاتر را بعنوان اقعیت مجازی در مجموعه ای از مقاله‌ها با نام تئاتر و همزادش توصیف کرد. در سال ۱۹۵۸ ترجمه انگلیسی این کتاب، به نام تئاتر و همزادش منتشر شد که این نخستین کاربرد اصطلاح «ویراهستی“ منتشر شده می‌باشد. اصطلاح “ واقعیت مصنوعی “ به وسیله میرون کروگر ابداع شد که از دههٔ ۱۹۷۰ به بعد به کار برده شده‌است. اصطلاح “ویراهستی “ نخستین بار در زمینهٔ علمی-تخیلی در رمان» Judas Mandala “ در سال ۱۹۸۲ به وسیله دامین برودریک به کار برده شد.
اقتباس گسترده از اصطلاح "virtual reality" در رسانه‌ها به Jaron Lanier نسبت داده می‌شود که در اواخر دهه ۱۹۸۰ برخی از اولین سخت‌افزارهای ویراهستی درجه یک تجاری را تحت نظر شرکت تحقیقاتی VPL طراحی کرد، و فیلم مرد چمن‌زن در سال ۱۹۹۲ ویژگی‌های استفاده از سیستم‌های ویراهستی آن را به نمایش گذاشت.

## فرم‌ها و روش‌ها
یکی از روش‌هایی که با آن می‌توان ویراهستی را تحقق بخشید، ویراهستی مبتنی بر شبیه‌سازی است. برای مثال، شبیه‌سازهای رانندگی با پیش‌بینی حرکت وسیله نقلیه ناشی از ورودی راننده و بازخورد دادن نشانه‌های بصری، حرکتی و صوتی مربوطه به راننده، این تصور را به راننده القا می‌کند که واقعاً یک وسیله نقلیه واقعی را رانندگی می‌کند.
با استفاده از ویراهستی مبتنی بر تصویر آواتار، افراد می‌توانند در قالب ویدیوی واقعی و همچنین آواتار به محیط مجازی بپیوندند. می‌توان در محیط مجازی توزیع شده سه بعدی به صورت یک آواتار معمولی یا یک ویدیو واقعی شرکت کرد. کاربران می‌توانند نوع مشارکت خود را بر اساس قابلیت سیستم انتخاب کنند.

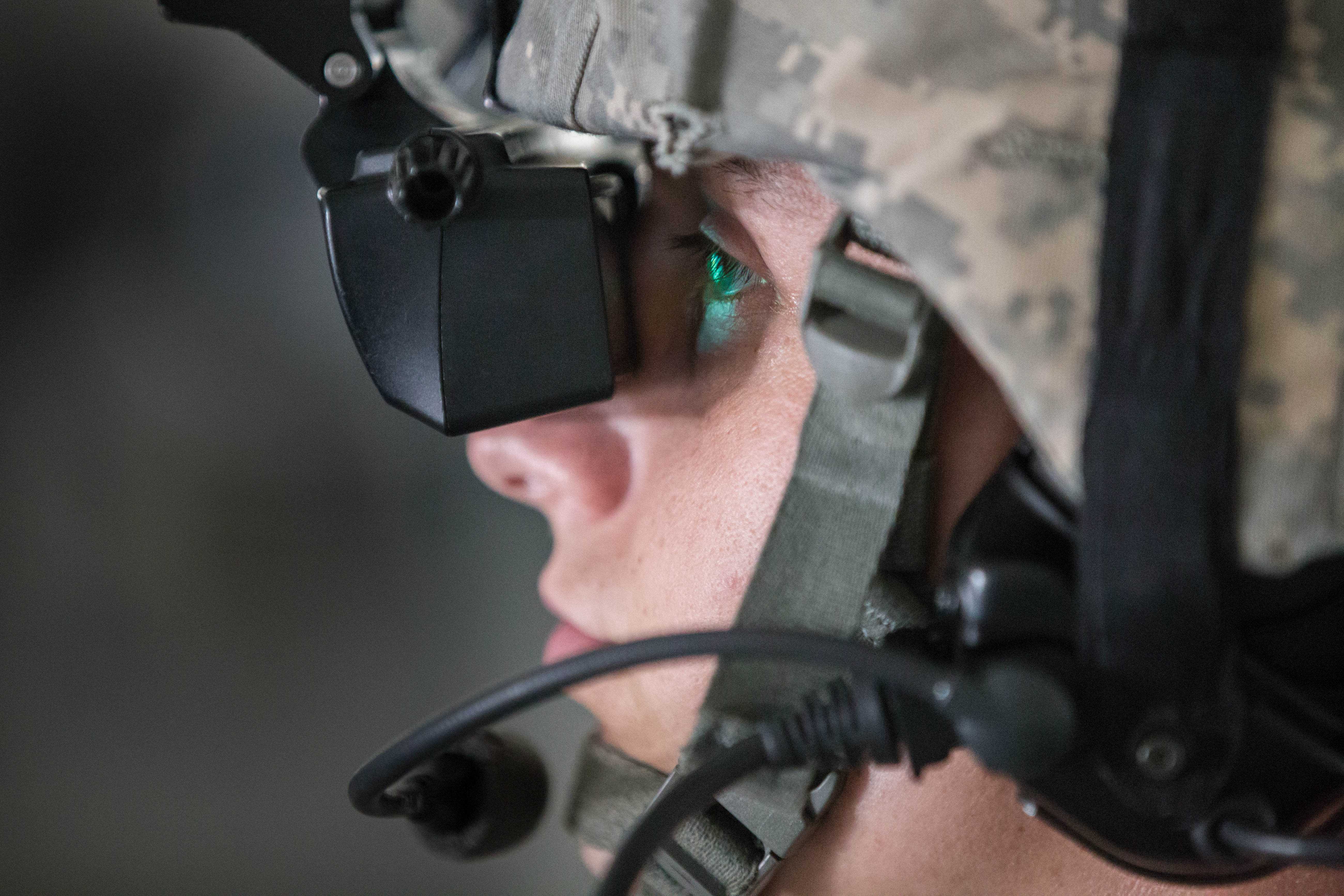
یک گارد ملی میسوری در سال ۲۰۱۵ به یک نمایشگر آموزشی VR روی سر در فورت لئونارد وود نگاه می‌کند.

## تاریخ
منشأ دقیق ویراهستی مورد مناقشه است، تا حدی به این دلیل که تدوین تعریفی برای مفهوم وجود جایگزین دشوار بوده‌است. توسعه پرسپکتیو در اروپای رنسانس، تصاویر متقاعدکننده‌ای از فضاهایی ایجاد کرد که وجود نداشتن و 
از آن به عنوان «تکثیر جهان‌های مصنوعی» یاد می‌شود. سایر عناصر ویراهستی در اوایل دهه ۱۸۶۰ ظاهر شدند. آنتونین آرتو بر این باور بود که توهم از واقعیت متمایز نیست و از این که تماشاگران در یک نمایشنامه باید ناباوری را متوقف کنند و درام روی صحنه را واقعیت بدانند. اولین ارجاع به مفهوم جدیتر ویراهستی در داستانهای علمی تخیلی بود.
اولین سیستم ویراهستی توسط ایوان سادرلند در سال ۱۹۶۸ اختراع شد. وی سیستمی به نام شمشیر داموکلس(Sword of Damocles) را ایجاد کرد که از یک نمایشگر نصب شده روی سر برای نمایش تصاویر بر روی صفحه نمایش در مقابل کاربر استفاده کرد.

## فن آوری

### نرم‌افزار
زبان مدل‌سازی ویراهستی (VRML) که برای اولین بار در سال ۱۹۹۴ معرفی شد، برای توسعه «جهان‌های مجازی» بدون وابستگی به هدست در نظر گرفته شد. کنسرسیوم Web3D متعاقباً در سال ۱۹۹۷ برای توسعه استانداردهای صنعتی برای گرافیک‌های سه بعدی مبتنی بر وب تأسیس شد. کنسرسیوم اکس تری دی را از چارچوب VRML به عنوان یک استاندارد آرشیوی و منبع باز برای توزیع مبتنی بر وب محتوای VR توسعه داد. WebVR یک رابط برنامه‌نویسی برنامه کاربردی جاوااسکریپت (API) آزمایشی است که از دستگاه‌های ویراهستی مختلف مانند HTC Vive, Oculus Rift, Google Cardboard یا OSVR در یک مرورگر وب پشتیبانی می‌کند.

### سخت‌افزار

برای احساس غوطه ور شدن در ویراهستی، نرخ فریم بالا (حداقل ۹۵ فریم بر ثانیه) و همچنین تأخیر کم‌اهمیت دارد.

نمایشگرهای هدست ویراهستی مدرن مبتنی بر فناوری توسعه‌ یافته برای گوشی‌های هوشمند از جمله: ژیروسکوپ و حسگرهای حرکتی برای ردیابی وضعیت سر، بدن و دست هستند. صفحه نمایش‌های کوچک HD برای نمایشگرهای استریوسکوپی و پردازنده‌های کامپیوتری کوچک، سبک و سریع هستند. این اجزا به مقرون به صرفه بودن نسبی برای توسعه دهندگان مستقل ویراهستی منجر شد و ارائه اولین هدست VR توسط Oculus Rift Kickstarter در سال ۲۰۱۲ صورت گرفت.

## تجربه غوطه وری دیداری

### کیفیت نمایش
حداقل زاویه وضوح (MAR) به حداقل فاصله بین دو پیکسل نمایشگر اشاره دارد. در فاصله دور، بیننده به وضوح می‌تواند پیکسل‌های مستقل را تشخیص دهد. حداقل زاویه وضوح بین دو پیکسل که اغلب بر حسب ثانیه قوس اندازه‌گیری می‌شود به فاصله دید مربوط می‌شود. برای عموم مردم، وضوح در حدود ۳۰–۶۵ ثانیه قوس است که در ترکیب با فاصله به عنوان وضوح فضایی شناخته می‌شود. کیفیت صفحه نمایش در هدست های مختلف متفاوت است مثلا در هدست کوئست 2 به 1920 در 1832 پیکسل برای هر لنز میرسد و در هدست کوئست 3 به 2208 در 2064 پیکسل در هر لنز میباشد و البته که نوع لنز هم در بهتر شدن تصویر نقش مهمی دارد در هدست کوئست 2 از لنز fresnel lens استفاده میکند و کوئست 3 از pancake lens که شفافیت بسیار بیشتری نسبت به کوئست 2 دارد 

## کاربردها

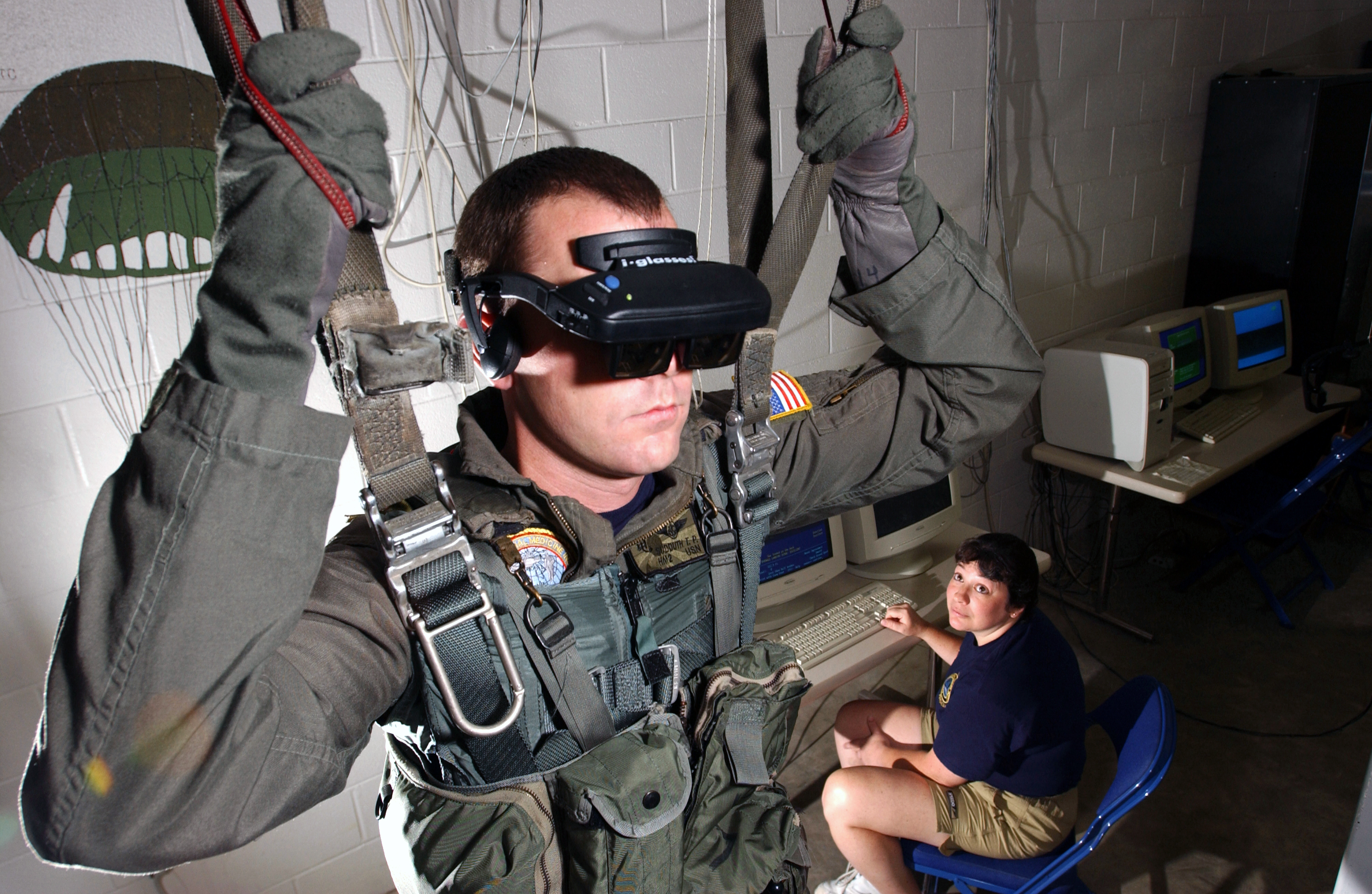
شخصي در حال استفاده از واقعيت مجازي

ویراهستی بیشتر در برنامه‌های سرگرمی مانند بازی‌های ویدئویی، سینمای سه بعدی و دنیای مجازی استفاده می‌شود. هدست‌های ویراهستی اولین بار توسط شرکت‌های بازی‌ سازی ویدیویی در اوایل و اواسط دهه ۱۹۹۰ منتشر شد. با شروع دهه ۲۰۱۰، نسل بعدی هدست‌های تتردار تجاری توسط Oculus (Rift), HTC (Vive) و Sony (PlayStation VR) عرضه شدند و موج جدیدی از توسعه برنامه‌ها را به راه انداختند. سینمای سه بعدی برای رویدادهای ورزشی، پورنوگرافی، هنرهای زیبا، موزیک ویدیوها و فیلم‌های کوتاه استفاده شده‌است. از سال ۲۰۱۵، ترن هوایی و پارک‌های موضوعی ویراهستی را برای تطبیق جلوه‌های بصری با بازخورد لمسی در نظر گرفته‌اند. همچنین از سال 2019 و عرضه هدستهای با fov و رزولیشن بیشتر مثل quest 2 و valve index نسل جدیدی از بازیها واقعه گرایانه وارد هدست واقیت مجازی شد نظیر half life alyx و assassin creed nexus . 
در علوم اجتماعی و روان‌شناسی، ویراهستی ابزاری مقرون به صرفه برای مطالعه و تکرار تعاملات در یک محیط کنترل شده ارائه می‌دهد. می‌توان از آن به عنوان یک مداخله درمانی استفاده کرد. به عنوان مثال، موردی از درمان مواجهه با ویراهستی (VRET)، شکلی از مواجهه درمانی برای درمان اختلالات اضطرابی مانند اختلال استرس پس از سانحه (PTSD) و فوبیا وجود دارد.
در معماری نیز ویراهستی به عنوان ابزاری پرکاربرد مطرح است که می تواند معمار و کارفرما را با تناسبات واقعی فضا قبل از اجرای پروژه‌های ساختمانی روبرو کند. استفاده از ویراهستی به طراحان امکان می‌دهد تا طراحی‌ها را به صورت سه‌بعدی واقع‌گرایانه بررسی کرده و جزئیات طرح را به دقت بررسی کنند. معماران همچنین می توانند با استفاده از این فناوری مسیر طراحی را بصورت تعاملی، با در نظر گرفتن جزئیات بالا پیش ببرند.

## نگرانی‌ها و چالش‌ها

### سلامت و امنیت
ملاحظات بهداشتی و ایمنی زیادی در مورد ویراهستی وجود دارد. تعدادی از علائم ناخواسته به دلیل استفاده طولانی مدت از ویراهستی ایجاد شده‌است، و ممکن است گسترش این فناوری را کند کرده باشد. اکثر سیستم‌های ویراهستی با هشدارهای مصرف‌کننده همراه هستند، از جمله: تشنج. مشکلات رشد در کودکان؛ هشدار سقوط و برخورد؛ درد و ناراحتی؛ آسیب استرس مکرر؛ و تداخل با وسایل پزشکی برخی از کاربران ممکن است در حین استفاده از هدست‌های VR دچار پرش، تشنج یا بیهوشی شوند، حتی اگر سابقه صرع نداشته باشند و قبلاً هرگز تشنج نداشته باشند. از هر ۴۰۰۰ نفر یک نفر یا ۰٫۰۲۵ درصد ممکن است این علائم را تجربه کند. از آنجایی که این علائم در بین افراد زیر ۲۰ سال شایع تر است، به کودکان توصیه می‌شود از هدست‌های ویراهستی استفاده نکنند. مشکلات دیگری ممکن است در تعاملات فیزیکی با محیط فرد رخ دهد. هنگام استفاده از هدست ویراهستی، افراد به سرعت آگاهی خود را نسبت به محیط واقعی از دست می‌دهند و ممکن است در اثر زمین‌خوردن یا برخورد با اشیاء واقعی به خود آسیب برسانند.

### حریم خصوصی
ردیابی مداوم مورد نیاز همه سیستم‌های ویراهستی، این فناوری را به ویژه برای نظارت انبوه مفید و آسیب‌پذیر می‌کند. گسترش VR باعث افزایش پتانسیل و کاهش هزینه‌های جمع‌آوری اطلاعات، حرکات و پاسخ‌های شخصی می‌شود. داده‌های حسگرهای ردیابی چشم، که پیش‌بینی می‌شود به یک ویژگی استاندارد در هدست‌های ویراهستی تبدیل شوند، ممکن است به‌طور غیرمستقیم اطلاعاتی را در مورد قومیت، ویژگی‌های شخصیتی، ترس‌ها، احساسات، علایق، مهارت‌ها و سلامت جسمی و روانی کاربر نشان دهنده .

## برای مطالعهٔ بیشتر
- Choi, SangSu, Kiwook Jung, and Sang Do Noh (2015). "Virtual reality applications in manufacturing industries: Past research, present findings, and future directions". Concurrent Engineering. 1063293X14568814.{{cite web}}:  نگهداری یادکرد:نام‌های متعدد:فهرست نویسندگان (link)